# I Created Disco
Albums de Calvin Harris
Ready for the Weekend
(2009)
Singles
1. Vegas
Sortie : 29 janvier 2007
2. Acceptable in the 80s
Sortie : 12 mars 2007
3. The Girls
Sortie : 4 juin 2007
4. Merrymaking at My Place
Sortie : 20 août 2007
5. Colours
Sortie : 5 novembre 2007
6. Certified
Sortie : 18 février 2008
7. I Created Disco
Sortie : 21 avril 2008

I Created Disco est le premier album du DJ et chanteur écossais Calvin Harris, sorti le 15 juin 2007 et précédé par les singles Acceptable in the 80s et The Girls. Il est certifié disque d'or le 23 mai 2008 au Royaume-Uni par la BPI.

## Histoire de l'album
L'album contient des morceaux electroclash influencés par la musique des années 1980. Pour la promotion de I Created Disco, Harris entreprend une tournée du Royaume-Uni, avec Faithless et Groove Armada. L'album est certifié Disque d'or en Grande-Bretagne. Le premier single Vegas est un single promotionnel qui n'est sorti qu'en édition limitée. Le premier vrai single de Calvin Harris: Acceptable in the 80s, est classé dixième dans les charts britanniques. Le single suivant, The Girls
se classe troisième et Merrymaking at My Place, le single suivant, se classe seulement quarante-troisième. Le cinquième et dernier single de l'album, Colours est joué dans plusieurs publicité à la télévision.
L'album a été intégralement composé et mixé sur un Amiga 1200, avec le soundtracker OctaMED, dans le studio personnel de Calvin Harris.
La chanson Neon Rocks a servi de générique à une émission diffusée sur France 5 : La Maison France 5.

## Liste des pistes
Toutes les chansons sont écrites et composées par Calvin Harris.
| No  | Titre                   | Durée |
| --- | ----------------------- | ----- |
| 1.  | Merrymaking at My Place | 4:09  |
| 2.  | Colours                 | 4:01  |
| 3.  | This Is the Industry    | 3:56  |
| 4.  | The Girls               | 5:15  |
| 5.  | Acceptable in the 80s   | 5:32  |
| 6.  | Neon Rocks              | 3:48  |
| 7.  | Traffic Cops            | 0:54  |
| 8.  | Vegas                   | 5:41  |
| 9.  | I Created Disco         | 4:07  |
| 10. | Disco Heat              | 4:30  |
| 11. | Vault Character         | 0:08  |
| 12. | Certified               | 4:06  |
| 13. | Love Souvenir           | 4:18  |
| 14. | Electro Man             | 4:58  |

| 15. | We're All the Same | 3:56 |

| 15. | Acceptable in the 80s (Tom Neville Remix) | 7:11 |
| 16. | The Girls (Groove Armada Remix)           | 8:04 |
| 17. | Merrymaking at My Place (Deadmau5 Remix)  | 5:28 |

| 15. | Rock 'N Roll Attitude                     | 3:19 |
| 16. | Love for You                              | 3:52 |
| 17. | The Girls (Groove Armada Remix)           | 8:03 |
| 18. | Acceptable in the 80s (Tom Neville Remix) | 7:16 |

| 1. | Rock 'N Roll Attitude                     | 3:19 |
| 2. | We're All the Same                        | 3:56 |
| 3. | Love for You                              | 3:52 |
| 4. | Merrymaking at My Place (Mr Oizo Remix)   | 3:29 |
| 5. | Acceptable in the 80s (Tom Neville Remix) | 7:16 |
| 6. | The Girls (Groove Armada Remix)           | 8:03 |
| 7. | The Girls (version acoustique)            | 3:30 |

## Performance dans les hit-parades
| Classement (2007)                | Meilleure position |
| -------------------------------- | ------------------ |
| Europe Top 100 Albums            | 32                 |
| Irlande Albums Chart             | 34                 |
| Royaume-Uni Albums Chart         | 8                  |
| États-Unis Top Electronic Albums | 19                 |
| Classement (2008)                | Meilleure position |
| France Albums Chart              | 95                 |

| Pays            | Certification |
| --------------- | ------------- |
| Royaume-Uni BPI | Or            |

## Historique de sortie
| Pays        | Date de sortie   | Label                             |
| ----------- | ---------------- | --------------------------------- |
| Irlande     | 15 juin 2007     | Fly Eye Records, Columbia Records |
| Royaume-Uni | 18 juin 2007     | Fly Eye Records, Columbia Records |
| Japon       | 27 juin 2007     | Sony Music                        |
| Australie   | 6 juillet 2007   | Red Label                         |
| États-Unis  | 4 septembre 2007 | Almost Gold Recordings            |
| Benelux     | 13 janvier 2008  | [PIAS] Recordings                 |
| France      | 4 février 2008   | Cinq 7, Wagram Music              |
| Allemagne   | 18 avril 2008    | Ministry of Sound                 |